# Juan de Valdés
Pour les articles homonymes, voir Valdés.
Juan de Valdés, né en 1499 à Cuenca et mort à Naples en 1541, est un érudit et humaniste espagnol. Il fut l’un des principaux propagateurs des idées de l'Érasmisme en Espagne. Il a fui devant l’Inquisition espagnole et s’est exilé à Naples, où il a développé ses thèses autour d’un cercle d’initiés. 

## Biographie

### En Espagne
Juan de Valdés a étudié à l'université d'Alcalá de Henares, grand centre de l'humanisme de la Renaissance en Espagne, fondé par le cardinal Cisneros. Issu d'une famille de conversos (Juifs des royaumes Ibériques convertis) anoblie, il est le frère d'Alfonso de Valdés, qui devient secrétaire de Charles Quint. Durant sa jeunesse, il côtoie le mouvement des Alumbrados ou illuminés, déclaré hérétique par l'Inquisition. Ce mouvement défend une religion intérieure illuminée par le Saint-Esprit dont l'intervention guide la lecture et la compréhension des Écritures. Le jeune Valdès côtoie le cercle illuministe d’Escalona au sein duquel il avait des liens privilégiés avec le prédicateur Francisco Ruiz de Alcaraz, peu de temps avant que celui-ci ne soit condamné par l'Inquisition. Ce mouvement se propage surtout dans le milieu des conversos, dont il est issu, et où circulent les écrits de Luther et d’Érasme, que son frère et lui lisent 
Il interprète le sac de Rome de 1527 comme un châtiment divin punissant les péchés du Pape et des hauts dignitaires de l’Église.
Jean de Valdès publie un ouvrage d’inspiration érasmienne, Dialogue de la doctrine chrétienne (Diálogo de la doctrina cristiana) qui fait de larges emprunts à Luther et à Oecolampade, mais qui, malgré les doutes de l'Inquisition quant à son orthodoxie, sera réimprimé, sous l'ordre de l'Inquisiteur général Manrique, en 1529. L’Inquisition s’intéresse dès lors aux deux frères.

### En Italie
Juan s’enfuit à Naples puis à Rome où il rejoint le parti impérial en Italie. Il entre en contact avec les Gonzague et Pietro Carnesecchi, secrétaire du Pape Clément VII. Il retourne à Naples où se forme autour de lui un cercle avec des femmes des grandes familles comme Giulia Gonzaga, Giovanna et Maria d’Aragona ou Vittoria Colonna. Lors des réunions Juan lit l'Épître aux Romains, base de la réflexion de Luther, et les commente. C’est un magister oral et écrit. Le rôle du manuscrit dans la diffusion des idées de Juan de Valdés est important.
On peut souligner la présence dans son entourage de Bernardino Ochino, général des Capucins, prédicateur qui prêche devant l’empereur Charles Quint lors de son séjour à Naples la messe du Carême. Pour Valdés, l’essentiel est la religiosité intérieure : « Être chrétien n’est pas une science mais une expérience ». Rejet des pratiques extérieures (messe, pèlerinage, etc.) du christianisme. Le chrétien doit apprendre à lire son « Livre intérieur » (image utilisé par Luther). Valdés s’insère dans un courant néoplatonicien à connotation ésotérique : on s’initie à la vérité chrétienne graduellement et cette vérité n’est pas accessible à tous ; cela se rapproche du gnosticisme.
Pour défendre ce point de vue, utilise ainsi l’image du Palais : il y a ceux qui admirent le château de l’extérieur, d’autres qui parviennent à entrer dans la cour des carrosses, d’autres encore qui atteignent la cour du palais, certains qui pénètrent dans les couloirs du château et enfin un petit nombre qui sont invités dans la chambre du Roi. Ce n’est pas pour autant que le Roi ne gouverne pas tous les sujets, depuis ceux qui sont présents dans sa chambre jusqu'à ceux qui admirent son palais de l’extérieur. 
Il cherche à éviter une confrontation avec ceux qui ne peuvent atteindre la vérité divine. Il réprouve la condamnation faite par Luther à propos des superstitions romaines ainsi que sa sortie de l’Église. Pour Valdés une réforme de l’intérieur aurait été préférable. Ce n’est pas une question de prudence mais une question de charité (référence au nicodémisme : c'est-à-dire de cacher ses convictions sous des apparences officielles convenues et conventionnelles, tout en continuant à propager ses idées et pratiquer sa foi en secret). Il a un souci d’éviter les polémiques inutiles. Il refuse l’angoisse eschatologique romaine (se conformer au dogme catholique pour atteindre le Paradis), se distingue de l’absence d’angoisse propre aux protestants qui admette le principe de prédestination (le fait que Dieu sache dès la naissance d’une personne si elle ira au Paradis ou en Enfer).

### Influence posthume
En 1541, Valdés meurt. Après Naples, c’est à Viterbe que se réunissent les disciples de Valdés : lecture des Évangiles et des textes protestants notamment Jean Calvin. Le texte Beneficio de Cristo, qui expose les thèses de Juan de Valdés, est ensuite rédigé, ce qui donne lieu aux premières manifestation d’inquiétudes du pouvoir pontifical sur la diffusion de ses thèses. 
En 1542 est ainsi créée la Congrégation du Saint-Office. Bernardino Ochino est convoqué devant cette dernière à propos de sa proximité avec le valdésianisme. Il part de Venise décidé à répondre à la convocation de la congrégation. Il continue vers Bologne puis Florence où il hésite sur la poursuite de sa route. Il décide finalement de fuir l’Italie et de se réfugier à Genève, où il est accueilli par Calvin. La fuite d’Ochino auprès des réformés helvétiques provoque un scandale et confirme le péril hérétique en Italie.
Cependant, aucune Église valdésienne ne se constitue à proprement parler, puisque Valdès lui-même refuse le fait de prêcher ouvertement, souhaitant éviter de choquer les simples ou brutaux. Sa pensée se diffuse ainsi uniquement grâce à un réseau de connaissance, et parvient à atteindre l’ensemble de l’Italie, ainsi que le Saint-Empire, avec le soutien de grands personnages. Ce sont par exemple son frère Alfonso, secrétaire de l’empereur, ou encore le cardinal anglais Reginald Pole, de sang royal, réfugié à Rome après le schisme d'Henri VIII, et initié au « valdésianisme » par Flaminio.

## Œuvres
- Diálogo de la Lengua (1e éd. Miguel de Eguía, Alcalá de Henares en 1529; Il existe une édition de cet exemplaire échappé des flammes réalisée par M. Bataillon: Valdés, Juan, Diálogo de doctrina cristiana Juan de Valdés… avec une introduction et des notes par Marcel Bataillon, Coimbra : [s.n.], 1925.
- Qual Maniera si devrebbe tenere a il jornare ... gli figliuoli de Christiani delle Cose delta Religione (sans date ni lieu, ant. à 1545, car il a été utilisé par le traducteur en italien du catéchisme de Jean Calvin, 1545).
- Trataditos, Bonn, 1881, de un manuscrito de la Librería Palatina, Viena; en italiano, Cinque Tratatelli Evangelici, Roma, 1545; rééd. en 1869 en anglais par J. T. Betts, en XVII Opuscules, 1882.
- Alfabeto Christiano (vers 1537), en italien, Venise, 1545; en anglais, par Benjamin Barron Wiffen, 1861, en français par Fabien Vallos dans Journal de Jacopo da Pontormo (éditions Mix., 2008)
- Ciento i Diez Consideraciones divinas; todas las copias del original español fueron suprimidas por la Inquisición Española; treinta y nueve de las Consideraciones fueron publicadas con los Trataditos, desde un manuscrito de Viena.
- Seven Doctrinal Letters (publicado originalmente con los Trataditos del manuscrito de Viena), en inglés por J. T. Betts, con los Opuscules.
- Comentario Breve ... sobre la Epístola de San Pablo a los Romanes, Venecia, 1556 (editado por Juan Pérez de Pineda); reimpreso en 1856 en inglés por J. T. Betts, 1883.
- Comentario Breve ... sobre la Primera Epístola de san Pablo a los Corintios, Venecia, 1557.
- El Evangelio de San Mateo (texto y comentario), 1881, del manuscrito de Viena; en inglés por J. T. Betts, 1883.
- El Salterio (Salmos del hebreo en español), publicado con los Trataditos del manuscrito de Viena.
- Comentarios en español a los Salmos 1 a 41.
- Sont mentionnés des Commentaires à L'Évangile de Jean exemplaires disparus.
- Diálogo de la doctrina christiana